# Bertrand de Barrau
Pour les articles homonymes, voir Famille de Barrau et Barrau.
Bertrand de Barrau ou Bertrand de Barrau de Parron, né à Mézin en 1533, mort à Vernajoul en 1605) est un ecclésiastique qui fut évêque de Pamiers de 1579 à 1605.

## Biographie
Bertrand de Barrau naît à Mézin dans le diocèse de Condom en 1533. Il est le fils de Jean de Barrau, seigneur de Parron et de sa première épouse Françoise du Boutet. Chanoine du chapitre de Condom et curé d'Artigues, il reçoit en commende l'abbaye de Bouillas dans le diocèse d'Auch. En 1579, il est nommé évêque de Pamiers mais il n'est confirmé que le 4 mai 1583. Il ne peut pas exercer pleinement son épiscopat ni recevoir les revenus de son diocèse du fait des troubles fomentés par les calvinistes. En 1590, il se fait représenter par un procurateur au Concile provincial de Toulouse. Il meurt dans son diocèse à Vernajoul le 5 juin 1605 et il est inhumé dans la cathédrale Notre-Dame du Mercadal. Les restes de sa dépouille seront dispersés en 1621 par les troupes protestantes du duc de Rohan.
En fait, pendant son épiscopat, le diocèse est contrôlé par la famille de Barrau et la famille d'Esparbès de Lussan. Son demi-frère Bernard de Barrau, gentilhomme ordinaire du roi et gouverneur de Verdun-sur-Garonne, avait épousé en 1560 Julienne d'Esparbès de Lusan et il semble en fait qu'il n'ait accédé au siège épiscopal que comme « confidentiaire » dans l'attente que Joseph d’Esparbès de Lussan ait atteint un âge décent pour être confirmé évêque le 19 décembre 1605.